# 刀光鱼
刀光鱼（学名：Polymetme illustris）为钻光鱼科刀光鱼属的鱼类。分布于澳洲、日本、非洲东岸以及南海等海域。